# Jarrones de David
Los Jarrones de David son un par de jarrones de templo de cerámica azul y blanca de la dinastía Yuan. Los jarrones han sido descritos como las porcelanas más famosas del mundo y las porcelanas chinas azules y blancas más importantes. Aunque son buenos ejemplos de su tipo, su significado especial proviene de la fecha en las inscripciones de los vasos. Las convirtió en las porcelanas de su clase más antiguas conocidas en el momento de su adquisición, aunque es probable que este tipo de porcelanas se hayan fabricado antes.
Los jarrones llevan el nombre de Sir Percival David, quien recolectó los jarrones de dos fuentes diferentes, y forman parte de la colección de la Fundación de Arte Chino Percival David, ahora en exhibición en el Museo Británico.

## Procedencia
Los jarrones son de porcelana Jingdezhen, encargados por alguien llamado Zhang Wenjin (張文進) del condado de Yushan para ser presentados como retablos en un templo taoísta en Xingyuan (星源, actual condado de Wuyuan, Jiangxi) en 1351. Se ha propuesto que los jarrones fueron fabricados en los hornos Hengfeng Zhen cerca del templo. Se agregaron largas inscripciones a los jarrones, lo que da su fecha de producción.
David adquirió los jarrones de dos fuentes separadas; el primero de Mountstuart Elphinstone en la década de 1920, el segundo de una subasta en 1935 de la colección de Charles E. Russell. Se dice que Russell adquirió su jarrón de un coleccionista chino Wu Lai-Hsi (吳賴 熙, Wu Laixi), quien a su vez se afirmó que lo compró a un sacerdote del templo de Zhilun en el este de Beijing, aunque este hecho no pudo ser verificado.

## Descripción
La forma de los jarrones se basa en vasos de bronce. Están pintados en azul cobalto bajo vidriado con imágenes de una serie de motivos auspiciosos. En el cuerpo principal de cada jarrón está pintado un dragón rodeado de nubes. Arriba hay una banda de volutas de loto, y en el cuello hay varias aves fénix volando, así como una banda de hojas de plátano superpuestas. Alrededor de la boca hay un rollo de crisantemo, y al pie hay un rollo de peonía sobre paneles de pétalos que contienen varios símbolos auspiciosos. En el cuello hay dos cabezas de elefante formando dos asas. Originalmente, los jarrones tenían anillos de porcelana suspendidos de las asas. Hay algunas pequeñas diferencias en la decoración entre los dos jarrones, por ejemplo, la boca del dragón está cerrada en uno pero abierta en el otro.

### Inscripciones

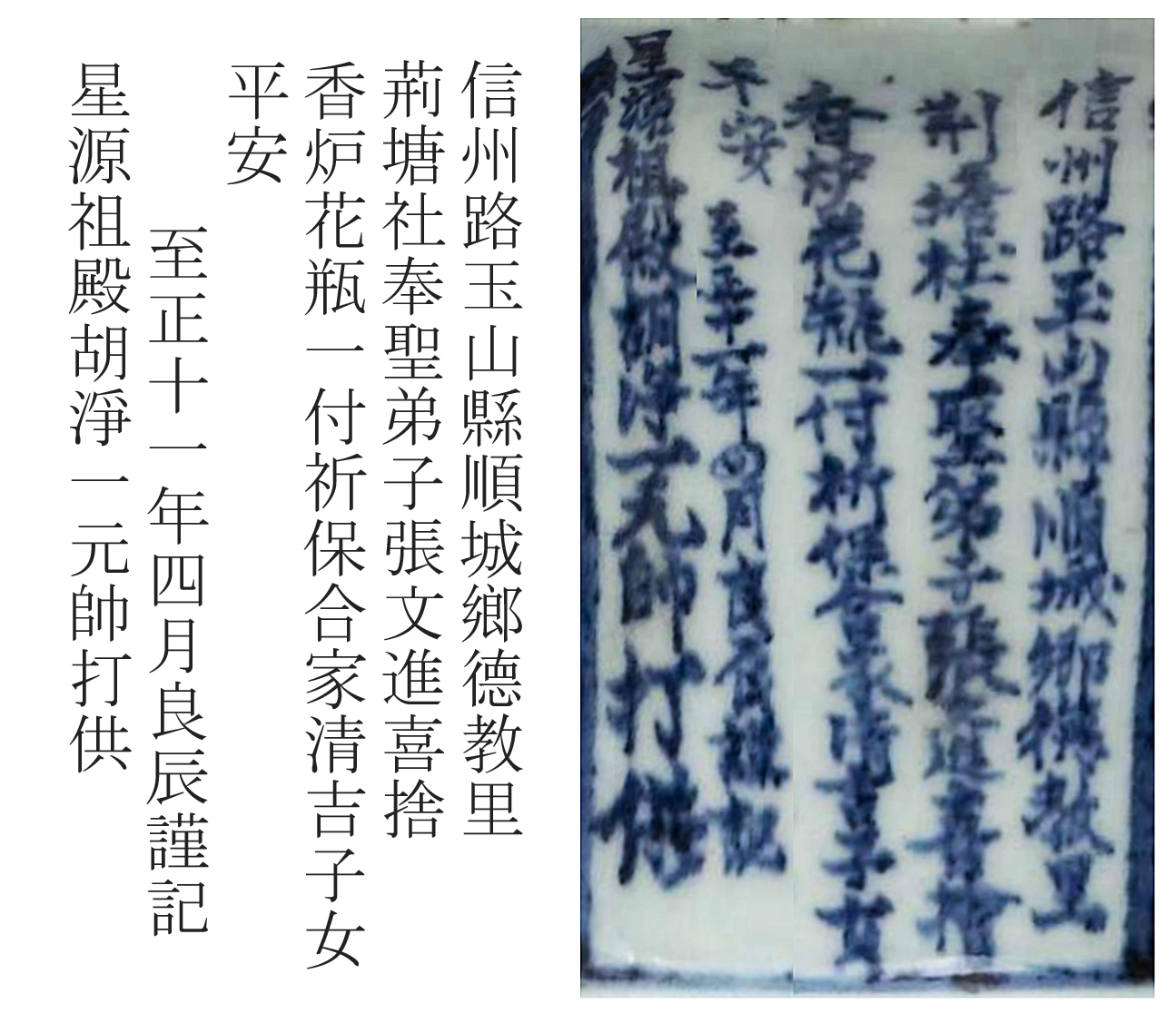
Una de las inscripciones. En la otra inscripción, los últimos cuatro caracteres de la penúltima línea "良辰謹記" ("registrados con reverencia en un día propicio") se reemplazan por "吉日捨" ("ofertas en un día propicio").

En el cuello de los jarrones hay inscripciones de Zhang. Hay pequeñas diferencias en las inscripciones entre los dos jarrones, algunos caracteres se han cambiado en una inscripción, pero tienen esencialmente el mismo significado:

信州路玉山縣順城鄉德教里荊塘社奉聖弟子張文進喜捨香炉花瓶一付祈保合家清吉子女平安至正十一年四月良辰謹記星源祖殿胡淨一元帥打供

El respetuoso discípulo de los sabios, Zhang Wenjin de la sección Jintang de Dejiao Lane, aldea Shungchen, condado de Yushan del Circuito de Xingzhou, felizmente presenta un juego de quemadores de incienso y floreros como oración para la protección de toda la familia y para la paz y prosperidad de sus descendientes. Grabado en recuerdo reverente en un día propicio en el año 11 y el mes 4 de la era Zhizheng, como ofrenda para el templo Xingyuan del Generalísimo Hujingyi.

El año 11 de la era Zhizheng fecha los jarrones en 1351. No se ha encontrado el quemador de incienso mencionado en las inscripciones. Se ha observado que las inscripciones tienen caracteres mal escritos y no están cuidadosamente espaciadas, por lo que no podrían haber sido escritas por un funcionario judicial. La capacidad de encargar porcelana costosa de alta calidad de un horno oficial y el uso de insignias reales de dragones y fénix, pero con inscripciones escritas deficientes, plantearon dudas sobre quién podría haber sido Zhang Wenjin. Los jarrones se encargaron durante un período de revueltas campesinas, y se ha especulado que el nombre puede haber sido un alias del rebelde Zhang Shicheng.

## Significado

### Datación

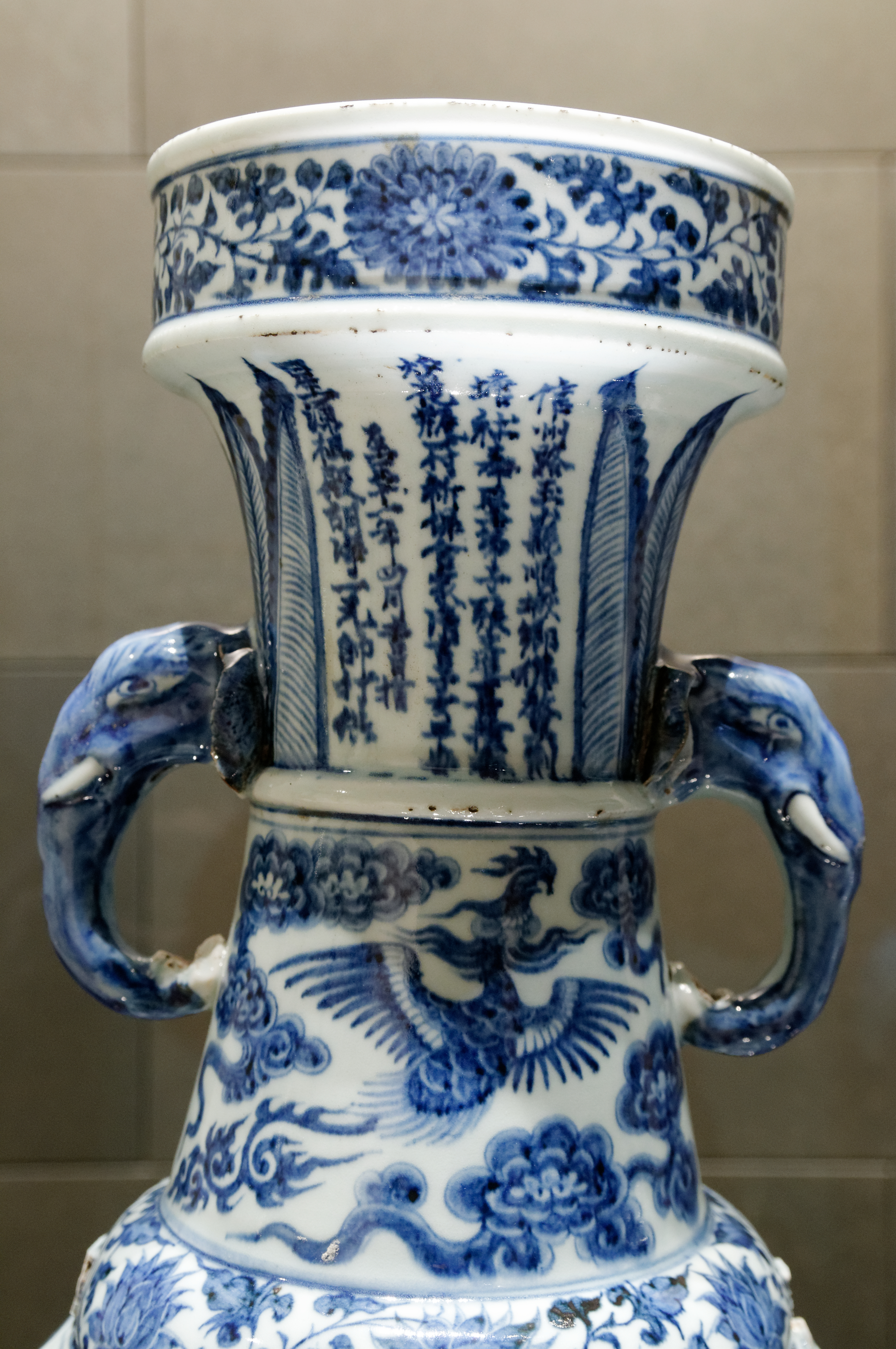
Detalle de la parte del cuello, con una inscripción ligeramente diferente a la anterior.

Las inscripciones en los jarrones que dan las fechas son importantes porque se introdujo la tan discutida cuestión del estilo azul y blanco. La fecha se ha dado como 1351 (año 11 de la era Zhizheng), hacia el final de la dinastía Yuan. Según el Museo Británico, son las porcelanas azules y blancas más antiguas. La fecha sugiere que la técnica azul y blanca ya era lo suficientemente sofisticada para finales del período Yuan como para producir obras de tal calidad. En el momento en que Percival David los recopiló, se pensaba que el estilo azul y blanco se había inventado durante la siguiente dinastía Ming, y los jarrones jugaron un papel importante en anular esa suposición y colocarla bajo la dinastía Yuan. Sin embargo, algunos eruditos ahora consideran que la fecha de su fabricación fue más tardía, a la dinastía Song. También se han encontrado ejemplos aislados de cerámica azul y blanca de la dinastía Tang, por ejemplo, se encontró un plato de gres azul y blanco con motivo floral (pigmento azul cobalto sobre engobe blanco), fabricado en hornos en Gongxian, en la provincia de Henan, en el naufragio de Belitung, fechado c. 825–850 durante la dinastía Tang.

### Calidad e importancia
Como las únicas porcelanas de la dinastía Yuan fechadas firmemente durante muchos años, los jarrones han sido considerados como «una de las principales piedras angulares en la cronología de la cerámica azul y blanca» y «pieza clave en los estudios del desarrollo de la cerámica china con decoraciones azules bajo vidriado» y el estándar por el cual se pueden comparar todas las demás piezas de este tipo de la dinastía Yuan. Sin embargo, también se argumenta que las piezas se produjeron en un período de agitación e inestabilidad en los últimos años de la dinastía Yuan, por lo que solo deben considerarse representativas de la cerámica azul y blanca Yuan en su reflujo. Desde entonces, se ha encontrado porcelana Yuan de alta calidad procedente de hornos controlados oficialmente.
Se creía que los primeros artículos en azul y blanco se producían solo para la exportación, y que estas artículos de porcelana se denigraba en China antes de que ganara aceptación. El trabajo temprano de Ming, Gegu Yaolun (格 古 要 論), describió la cerámica azul y multicolor como «extremadamente vulgar». Sin embargo, los jarrones de David mostraban que este tipo de porcelana se producían para el consumo local durante la dinastía Yuan, y desde entonces se han descubierto más artículos de este tipo de la dinastía Yuan.

## Una historia del mundo en cien objetos
Estos jarrones aparecieron en A History of the World in 100 Objects, una serie de programas de radio que comenzó en 2010 como una colaboración entre la BBC y el Museo Británico.